# Cuchilla de Queguay
La Cuchilla de Queguay o Cuchilla del Queguay también conocida como Cuchilla de San José, es una zona de lomadas de poca altura, de la Cuchilla de Haedo, en la zona de Paysandú, Uruguay. La misma se localiza latitud 31° 52' 35" sur y a una longitud 57° 2' 58" oeste en la zona noroeste de Uruguay y en proximidades del río Uruguay.
Las lomadas no superan los 300 m de altura. Por la zona fluyen el Río Queguay y el Queguay chico. El río Queguay chico es alimentado por los arroyos Gualeguay, del Potrero, de los Corrales, Cda. de la Horqueta y el arroyo Blanquillo, a su vez el río Queguay chico descarga en el río Queguay.

El río Queguay, el cual nace en la Cuchilla del Queguay, es alimentado por los arroyos Buricayupí, Campamento, Sauce, Soto y Araújo, además del mencionado río Queguay chico.

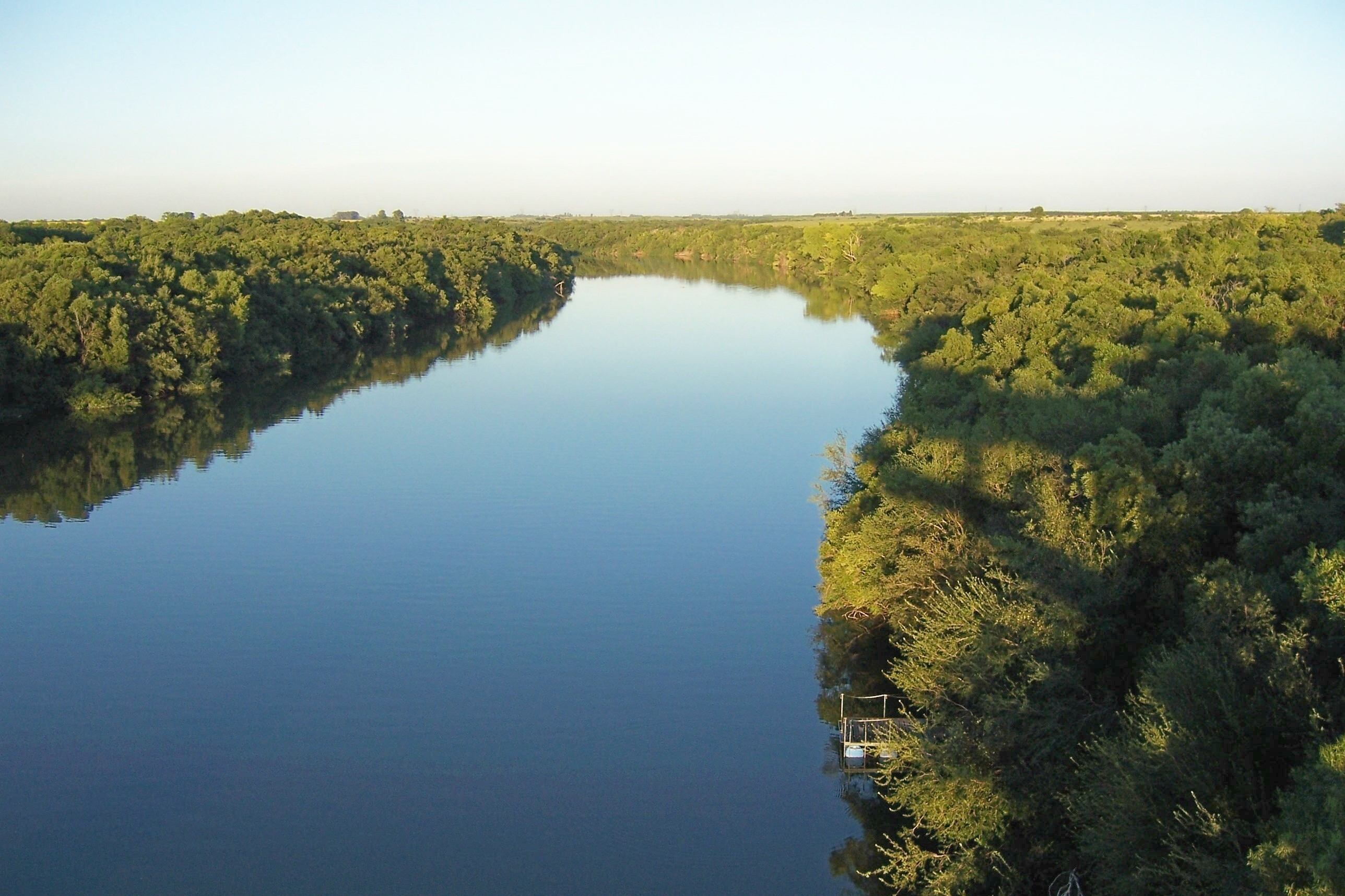
Río Queguay en la Ruta nacional N° 3, departamento de Paysandú.

## Clima
El clima es de tipo subtropical húmedo.